# Marek Waleriusz Messala Appianus
Marcus Valerius Messala Appianus – polityk rzymski, konsul w 12 p.n.e. Urodzony jako Apiusz Klaudiusz Pulcher (Appius Claudius Pulcher), prawdopodobnie syn konsula w 38 p.n.e., adoptowany do rodu Waleriuszy. Drugi mąż Marceli Młodszej, dziadek cesarzowej Messaliny. Zmarł w czasie pełnienia konsulatu, przed 6 marca.

## Potomkowie
| Marek Waleriusz Messala Appianus |
| \| 1. Marcela Młodsza \|         |
| 1. Marcela Młodsza               |

| 1. Marcela Młodsza |

| Klaudia Pulchra                      |
| \| 1. Publiusz Kwinktyliusz Warus \| |
| 1. Publiusz Kwinktyliusz Warus       |

| 1. Publiusz Kwinktyliusz Warus |

| Marek Waleriusz Messala Barbatus |
| \| 1. Domicja Lepida \|          |
| 1. Domicja Lepida                |

| 1. Domicja Lepida |

| Kwinktyliusz Warus |

| Messalina                 |
| \| 1. Klaudiusz cesarz \| |
| 1. Klaudiusz cesarz       |

| 1. Klaudiusz cesarz |

| Oktawia        |
| \| 1. Neron \| |
| 1. Neron       |

| 1. Neron |

| Brytanik |